# Dipteros

Dipteros

Der Dipteros (von altgriechisch δίπτερος „zweiflügelig“) ist ein Typus des griechischen Tempels. Er ist an allen vier Seiten von zwei Säulenkränzen (Peristasis) umgeben. Indem man die Säulenstellung gegenüber dem Peripteros verdoppelte, ergaben sich Fronten und Rückseiten von mindestens acht Säulen. Zusätzliche Säulenreihen können an Front und Rückseite eingeschoben sein. Eine Abart bildet der Pseudodipteros, bei dem die innere Säulenstellung weggelassen ist.
Der Typ des Dipteros war besonders im ionischen Kleinasien verbreitet. Berühmte Beispiele sind: 
- der Dipteros II im Heraion von Samos (sogenannter Rhoikos-Tempel) im Heraion auf Samos mit seinen 8 × 21 äußeren und 6 × 19 inneren Säulen, der achtsäuligen Front und der zehnsäuligen Rückseite,
- dessen Nachfolger, (Dipteros III), errichtet unter Polykrates, nun mit neunsäuliger Rückhalle,
- der archaische und spätklassische Artemistempel in Ephesos, mit 8 × 22 Säulen im äußeren Kranz, sowie Vor- und Rückhallen von drei Säulenstellungen Tiefe, Stylobatmaße ca. 55 × 115 Meter,
- der archaische Apollontempel in Didyma, mit 8 × 21 äußeren Säulen, achtsäuliger Front und neunsäuliger Rückhalle,
- dessen hellenistischer Nachfolger mit 10 × 21 äußeren Säulen,
- das Artemision in Sardis, das ein recht komplexer Bau ist. Von der Anlage her ein Dipteros mit tripteralen Säulenstellungen an Front und Rückseite, sind die inneren Säulen der Langseiten weggelassen, so dass hier etwa in der zweiten Hälfte des 3. Jahrhunderts v. Chr. eine Vorstufe des späteren Pseudodipteros zu fassen ist.

Auch das Olympieion in Athen wurde als Dipteros geplant und nach langer Bauzeit unter Kaiser Hadrian 131/132 n. Chr. auch geweiht.